# 詹瀚
詹瀚（1488年—1552年），字汝約，號燕峰，江西廣信府玉山縣人，明朝政治人物，正德丁丑進士，官至刑部侍郎。

## 生平
江西乡试第十二名举人，正德十二年（1517年），登丁丑科會試七十四名，廷试二甲四十一名二甲進士，都察院观政，授刑部主事。明武宗南巡之爭時，與侄詹軾一同進諫，并受杖刑。詹軾死後，詹瀚為其喪葬歸養。
嘉靖年間，官至刑部郎中，詹瀚在大禮議中再授杖刑。每逢陰雨，舊傷疼痛時，便稱：「吾無媿敬之地下，足矣。」。十一年（1532年）三月由刑部四川司郎中出爲湖廣按察司副使，升广东布政使司左参政，十七年七月升本省按察使，十八年闰七月升福建右布政使，十八年十月升浙江左布政使，二十一年四月升都察院右副都御史、抚治郧阳，未及蒞任，被論罷歸。二十五年三月起复，调任总理河道右副都御史，二十六年四月升刑部右侍郎，二十七年七月进左侍郎，二十八年三月被弹劾致仕。歸家四年而卒，年六十五歲。著有《比部集》、《浙東集》、《振羙堂集》、《治河奏議》、《致政錄》。

## 家族
曾祖詹道同。祖父詹绍顯。父詹伯壽。前母口氏，母喻氏。具庆下。兄志温、志良、志泰、詹溶。